# Sciacca rosso riserva
Sciacca rosso riserva è un vino a DOC che può essere prodotto nei comuni di Sciacca e Caltabellotta in provincia di Agrigento.

## Vitigni con cui è consentito produrlo
- Merlot, Cabernet Sauvignon, Nero d'Avola, Sangiovese da soli o congiuntamente minimo 70%
- altri vitigni a bacca rossa idonei alla coltivazione per la provincia di Agrigento, fino ad un massimo del 30%.

## Tecniche produttive
Richiede un invecchiamento minimo di due anni, di cui almeno uno in botti di legno.

## Caratteristiche organolettiche
- colore: rosso rubino tendente al granata;
- profumo: intenso, caratteristico;
- sapore: asciutto, corposo, vellutato, armonico;

## Produzione
Provincia, stagione, volume in ettolitri